# Begin Again (альбом Норы Джонс)
Begin Again — седьмой студийный альбом американской певицы Норы Джонс, вышедший 12 апреля 2019 года. Включает компиляцию песен, записанных в 2018 и 2019 годах, а также совместные треки, созданные вместе с американскими музыкантами и продюсерами Jeff Tweedy и Thomas Bartlett. Для поддержки альбома Джонс совершит концертный тур в Австралии и США.

## История
Альбом был издан 12 апреля 2019 года на лейбле Blue Note Records. Джонс сказала об альбоме, что она хотела записать разные вещи, в частности песни, которые были «быстрыми и веселыми, легкими». Всё это, включая сотрудничество с музыкантами, заняло в студии не более трех дней и получилось несколько эклектичным.

## Отзывы
| Совокупная оценка | Совокупная оценка |
| Источник          | Оценка            |
| ----------------- | ----------------- |
| Metacritic        | 70/100            |
| Оценки критиков   |                   |
| Источник          | Оценка            |

Средняя оценка альбома, составленная сайтом Metacritic, составляет 70 баллов из 100 возможных.

## Список композиций
| №                   | Название              | Длительность |
| ------------------- | --------------------- | ------------ |
| 1.                  | «My Heart Is Full»    | 3:06         |
| 2.                  | «Begin Again»         | 3:49         |
| 3.                  | «It Was You»          | 5:30         |
| 4.                  | «A Song with No Name» | 4:03         |
| 5.                  | «Uh Oh»               | 3:37         |
| 6.                  | «Wintertime»          | 3:48         |
| 7.                  | «Just a Little Bit»   | 5:02         |
| Общая длительность: | Общая длительность:   | 28:53        |

## Чарты
| Чарт (2019)                       | Высшая позиция |
| --------------------------------- | -------------- |
| Австралия (ARIA)                  | 14             |
| Австрия (Ö3 Austria)              | 31             |
| Бельгия/Фландрия (Ultratop)       | 29             |
| Бельгия/Валлония (Ultratop)       | 25             |
| Чехия (ČNS IFPI)                  | 51             |
| Нидерланды (Album Top 100)        | 50             |
| French Albums (SNEP)              | 42             |
| Германия (Offizielle Top 100)     | 35             |
| Венгрия (MAHASZ)                  | 34             |
| Япония (Oricon)                   | 18             |
| New Zealand Albums (RMNZ)         | 21             |
| Шотландия (Scottish Albums Chart) | 50             |
| South Korean Albums (Gaon)        | 84             |
| Spanish Albums (PROMUSICAE)       | 30             |
| Швейцария (Schweizer Hitparade)   | 11             |
| США (Billboard 200)               | 164            |